# Zompsprinkhaan
De zompsprinkhaan (Pseudochorthippus montanus) is een rechtvleugelig insect uit de familie veldsprinkhanen (Acrididae), onderfamilie Gomphocerinae. De wetenschappelijke naam van deze soort is voor het eerst geldig gepubliceerd in 1825 door Charpentier.

## Kenmerken
Mannetjes bereiken een lengte van 13 tot 16 millimeter, de vrouwtjes zijn 17 tot 25 mm lang. De randen van het halsschild zijn duidelijk naar binnen gebogen. De vrouwtjes hebben korte vleugels die reiken tot halverwege de achterpoten, de vleugels van de mannetjes reiken tot ongeveer de achterlijfspunt. Soms komen langgevleugelde exemplaren voor.

### Onderscheid met andere soorten
Vrouwtjes zijn onmiskenbaar vanwege de relatief korte, zwart omzoomde eilegkleppen. Kortvleugelige mannetjes zijn alleen met de krasser te verwarren, langvleugelige mannetjes ook met de mannetjes van de weidesprinkhaan en de kustsprinkhaan. De knie van de achterpoot van deze laatste twee soorten is echter zeer donker van kleur. Het onderscheid tussen de mannetjes van de krasser is moeilijker en is af te lezen aan de positie van de lengtegroef op het halsschild. Deze is bij de zompsprinkhaan op ongeveer het midden gepositioneerd en is bij de krasser meer naar het achterlijf geplaatst.

## Verspreiding en habitat
De zompsprinkhaan komt voor in een groot deel van Europa, de westelijke grens van het verspreidingsgebied loopt ongeveer dwars door Nederland en België, zodat de soort alleen in de oostelijk helft van de landen voorkomt. In Vlaanderen is de soort bedreigd.
De habitat bestaat uit vochtige, halfopen gebieden met een lage vegetatie, zoals veengebieden en natte graslanden.

## Levenswijze
De zompsprinkhaan is actief gedurende de maanden juli tot september, de mannetjes laten zich vooral horen tussen 9 uur in de ochtend tot 7 uur in de avond. Het geluid bestaat uit een goed hoorbaar gekras dat lijkt op het geluid van de krasser maar lager en trager is.